# Суходрев (станция)
Суходре́в — станция Московской железной дороги в посёлке Детчино Малоярославецкого района Калужской области. Открыта в 1899 году на Московско-Киево-Воронежской железной дороге.

## Описание
Расположена на правом берегу реки Суходрев в посёлке Детчино, на участке Бекасово I — Тихонова Пустынь Московской железной дороги. Станция входит в Московско-Смоленский центр организации работы железнодорожных станций Московской дирекции управления движением ОАО РЖД. Свое название получила от одноименной реки.
Имеются две пассажирские платформы (береговая — низкая и островная — высокая), соединённые между собой низким пешеходным переходом, железнодорожный вокзал с кассами, кафе и небольшим залом ожидания. Путевое развитие состоит из 7 путей различного назначения, в том числе двух тупиковых, предназначенных для погрузо-разгрузочных работ и отстоя вагонов. От станции отходит однопутная неэлектрифицированная ветка до Детчинского комбикормового завода, производящего пищевые добавки и рационы для домашних животных и птиц.
Расстояние от Киевского вокзала города Москвы 147 километров, время в пути на электропоезде около 2 часов 20 минут.

## История
В 1896 году частное «Общество Московско-Киево-Воронежской железной дороги» приступило к строительству железнодорожного моста через реку Суходрев, укладке путей, постройке здания вокзала и обустройству железнодорожной станции в Детчино.
В августе 1899 года состоялось торжественное открытие станции. Толпы народа из ближайших деревень приходили к полотну железной дороги и встречали первый поезд. Железная дорога явилась мощным толчком к развитию всей волости. К 1900 году из окрестных лесов к станции Суходрев были пущены обозы с осиновыми и березовыми дровами. Лесопромышленники покупали у помещиков рощи, пилили там лес и свозили его на станцию, продавая потом по всей России.
К 1913 году в Детчино появились новые конторы, почтовое отделение, магазины и лабазы, фельдшерский пункт. В 1907 году открыли четырехклассную школу вместо прежней трехгодичной. Только чайных и трактиров рядом со станцией насчитывалось более восьми. «Соболев перенес свою бакалейную лавку в Детчино. Краснорядец Мельников, который раньше разъезжал с возом мануфактуры по деревням и сёлам, построил себе каменную лавку и стал продавать красный товар».
В октябре 1941 года станция и посёлок становятся опорным пунктом Можайской линии обороны Москвы. В районе станции героически сражались курсанты подольских пехотного и артиллерийского училищ, полк 312-й стрелковой дивизии полковника Наумова, сводные подразделения, укомплектованные вышедшими из окружения бойцами. Несколько раз станция переходила из рук в руки. Только когда закончились боеприпасы, в ночь на 19 октября, бойцы пошли на прорыв. Из двух с половиной тысяч бойцов только 1081 стрелкового полка в живых осталась лишь сотня.
Курсанты, бойцы 1081 стрелкового полка и «окруженцы» обороняли Детчино с 8 по 19 октября 1941 года. К тому времени немцами уже были заняты Калуга, Боровск, Малоярославец и нависла реальная угроза их полного окружения. По труднопроходимым лесным дорогам оставшимся в живых удалось выйти к своим на рубеже реки Нары в районе Каменки.
Детчино находилось под немецкой оккупацией около 3 месяцев. 9 января 1942 года станция Суходрев и посёлок Детчино были освобождены частями 49-й армии генерала И. Г. Захаркина.

## Пассажирское движение
На станции имеют остановку все электропоезда, следующие на Москву, Калугу и Кресты. Поезда дальнего следования и экспрессы здесь остановок не имеют.

## Комментарии
1. ↑  Данные о точных границах региона (отделения) не публиковались в официальных источниках.